# Vicente Rodrigo Cisneros Durán
Vicente Rodrigo Cisneros Durán (ur. 23 lutego 1934 w Pelileo, zm. 29 grudnia 2017 w Quito) – ekwadorski duchowny katolicki, arcybiskup Cuenca w latach 2000–2009.

## Życiorys
Święcenia kapłańskie przyjął 17 lipca 1957. Po studiach specjalistycznych w Salamance i Rzymie kierował Niższym Seminarium Duchownym w Ambato. Został też członkiem diecezjalnego Kolegium Prezbiterów.

### Episkopat
1 grudnia 1967 został mianowany przez papieża Pawła VI biskupem pomocniczym archidiecezji Guayaquil ze stolicą tytularną Tigisi in Mauretania. Sakry biskupiej udzielił mu 7 stycznia 1968 biskup Ambato, Bernardino Echeverría Ruiz.
4 lipca 1969 został prekonizowany biskupem diecezji Ambato. Kierował tamtejszą diecezją przez ponad 30 lat.
15 lutego 2000 został mianowany przez Jana Pawła II arcybiskupem metropolitą Cuenca. Funkcję tę sprawował do 20 kwietnia 2009, kiedy to przeszedł na emeryturę.
W latach 2002–2005 pełnił funkcję przewodniczącego Konferencji Episkopatu Ekwadoru.
Zmarł 29 grudnia 2017 w Quito. Został pochowany dwa dni później w katedrze w Ambato